# Johannisstraße 6 (Dessau)

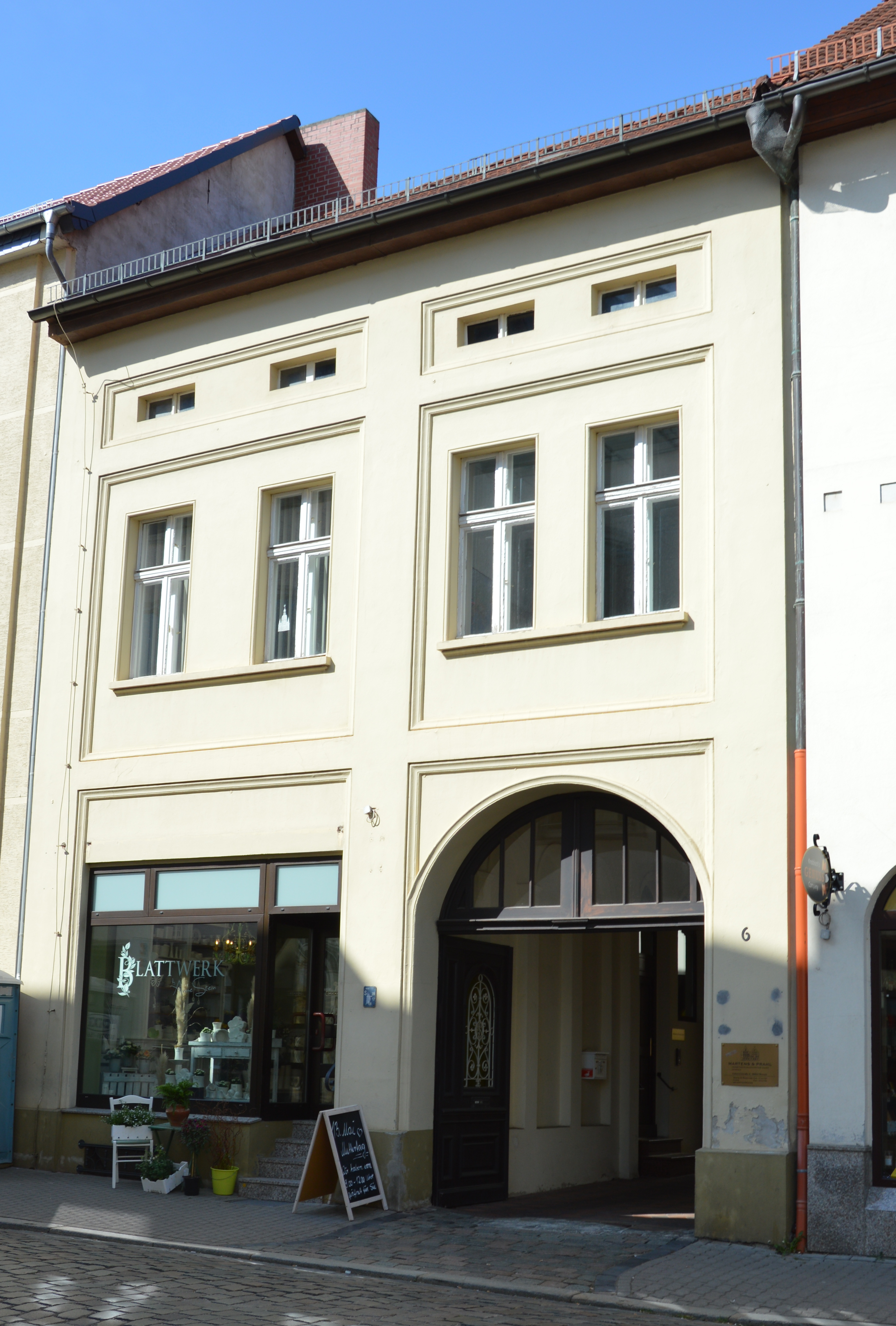
Johannisstraße 6 im Jahr 2018

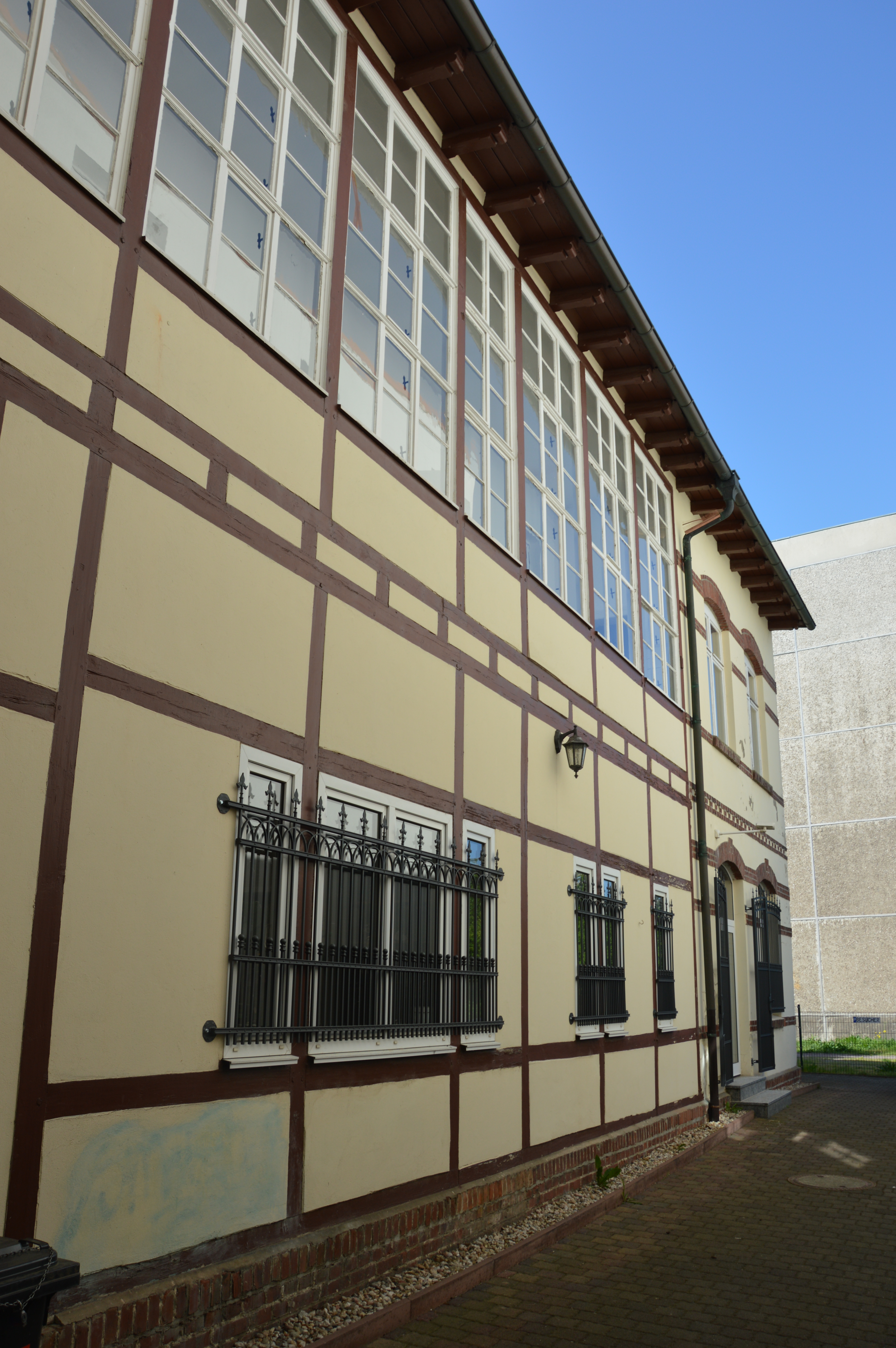
Hofflügel

Das Gebäude Johannisstraße 6 ist ein denkmalgeschützter Handwerkerhof in Dessau-Roßlau in Sachsen-Anhalt.

## Lage
Es befindet sich auf der Westseite der Johannisstraße gegenüber der Einmündung der Stiftstraße in der Dessauer Innenstadt.

## Architektur und Geschichte
Das traufständig zur Straße ausgerichtete zweigeschossige Wohnhaus wurde im Jahr 1854 errichtet. Das nach hinten bis zur Akzisemauer reichende Grundstück gehörte dem Leinewebermeister Georg Christian Leopold Lautenbach. Auf der Rückseite des verputzten Wohnhauses wurde ein Werkstattflügel angebaut. Der Bau der spätklassizistischen Anlage erfolgte wahrscheinlich durch den Maurermeister Corte. Das Wohngebäude verfügt über ein Drempelgeschoss, die vierachsige Fassade ist konsequent in Felder untergliedert. Auf der rechten Seite befindet sich die als Rundbogen ausgeführte Einfahrt zum Hof. Im Durchgang wurden als zierende Elemente Blendnischen in Rundbogenform eingesetzt.
Im Jahr 1897 wurde das Anwesen vom Unternehmen Richter & Schumann übernommen. Diese betrieben seit 1895 in der Johannisstraße 15 ein erfolgreiches Bier- und Weinlokal und richteten in der Johannisstraße 6 ein Weinkontor ein. Sie führten Umbauten und Modernisierungen durch. So wurde der Werkstatttrakt verlängert und als Weinkontor umgenutzt. Dieser Anbau verfügt noch heute über Fenster aus den frühen Nutzungen. Das Eingangstor wurde im Stil der Neorenaissance der Gründerzeit gestaltet. Am Gitter finden sich die Initialen R und S für Richter und Schumann. Möglicherweise wurde in dieser Zeit auch ein Laden eingebaut.
Während große Teile der Dessauer Innenstadt während des Zweiten Weltkriegs zerstört wurde, blieb das Anwesen Johannisstraße 6 erhalten.
1982 bezog die Außenstelle Dessau des Instituts für Landwirtschaftsforschung und Naturschutz Halle der Akademie der Landwirtschaftswissenschaften der DDR. Diese Nutzung blieb bis zur Zeit der Wende von 1989/90 bestehen.
Im örtlichen Denkmalverzeichnis ist der Handwerkerhof seit dem Jahr 2017 unter der Erfassungsnummer 094 41544 als Baudenkmal verzeichnet.
Der Hof gilt als städtebaulich bedeutend und eines der wenigen erhaltenen Zeugnisse aus der Mitte des 19. Jahrhunderts in der Dessauer Innenstadt sowie eines bekannten Unternehmens der Stadt.